# Cerceis sinensis
Cerceis sinensis är en kräftdjursart som beskrevs av Oleg Grigor'evich Kussakin och Malyutina 1993. Cerceis sinensis ingår i släktet Cerceis och familjen klotkräftor. Inga underarter finns listade i Catalogue of Life.